# 高珩
高珩（1612年—1697年），字念东，号紫霞道人。山东淄川（今淄博市淄川区）人。明末清初政治人物。

## 生平
生于明万历四十年（1612）八月二十九日，十四岁应童子试，十五岁补州博士弟子员。崇祯十六年（1643年）進士，授翰林院庶吉士。明亡，降李自成，授官縣令。
入清後，擔任秘书院检讨。历官国子监祭酒、詹事府少詹事、吏部侍郎，以事改太常寺少卿，升遷都察院左副都御史，終官刑部侍郎。與蒲松龄有交往，蒲松龄曾與高珩、唐梦赉等东游崂山。晚年信佛。康熙三十六年（1697年）十一月十一日去世。蒲松龄有三首《挽念东高先生》七言律诗悼之。
著有《荒政考略》、《四勉堂笺刻》、《栖云阁诗文集》等。

## 家族
十世祖高全。父高所蕴，珩为次子。